# Master's Sun
Master's Sun (hangul: 주군의 태양; RR: Jugun-ui Taeyang) är en sydkoreansk TV-serie som sändes på SBS från 7 augusti till 3 oktober 2013. Gong Hyo-jin och So Ji-sub spelar i huvudrollerna.

## Rollista (i urval)
- Gong Hyo-jin som Tae Gong-shil
- So Ji-sub som Joo Jоong-won
- Seo In-guk som Kang Woo
- Kim Yoo-ri som Tae Yi-ryung